# Through the Eyes of the Dead
Through the Eyes of the Dead es una banda de deathcore procedente de Florence, Carolina del Sur, Estados Unidos. Fue formada en el año 2003, después de que otra banda se separase (Tell Her I Said Goodbye). Su primer álbum se publicó en el año 2005, "Bloodlust", en los estudios de Prosthetic Records. Poco antes, la banda entera a excepción de Longshore y Gunnells se fueron, debido a su desgana a la hora de hacer giras. A principios de 2007 Gunnells es expulsado de la banda, y entra en las filas de By the Sins Fell Angels, otra banda de deathcore de los Estados Unidos ubicada en Augusta, Georgia, también será expulsado de esta, por los mismos motivos que por la expulsión de su anterior banda. Las influencias de la banda son varias, entre ellas hay grupos como: At The Gates y Cannibal Corpse. En la gira de Sounds of the Underground, han participado con As I Lay Dying, In Flames, Trivium, Gwar, The Chariot, Cannibal Corpse, The Black Dahlia Murder, Terror y un largo etcétera. La banda tiene preparado lanzar su nuevo álbum el 12 de agosto de 2007, llamado Malice. Con nuevo vocalista, y casi un nuevo equipo entero, prevén unos ritmos más dignos de deathcore que los anteriores, nuevas letras llenas de gore y una voz mucho más gutural.

## Miembros del grupo
- Justin Longshore - Guitarra
- Chris Henckle - Guitarra
- Jake Ososkie - Bajo
- Michael Ranne - Batería
- Danny Rodriguez - Voz

## Miembros pasados del grupo
- Anthony Gunnells - Voz (2003 - 2007)
- Nate Johnson - Voz (2007)
- Josh Kulick - Batería (2005 - 2007)
- Dayton Cantley - Batería (2003 - 2005)
- Richard Turbeville - Guitarra (2003 - 2005)
- Chris Anderson - Guitarra (2004 - 2007)
- Jeff Springs - Bajo (2003 - 2005)

## Discografía
- Bloodlust (2005)
- Malice (2007)
- Skepsis (2010)
- Disomus (2017)